# Тетјана Кочергина
Тетјана Кочергина (укр. Тетяна Іванівна Кочергіна-Макарець; рођена 26. марта 1956) је пензионисана украјинска рукометашица и најбољи стрелац Светског првенства 1975. године.

## Биографија
Рођена је 26. марта 1956. у Овидиопољу као најмлађе дете у породици од деветоро браће и сестара. Рукометом се бавила од 1968. године, а 1972. је укључена у совјетску репрезентацију. Године 1976. се удала за рукометаша Сергеја Кочергина и узела његово презиме. Такмичила се за Совјетски Савез, освојила је златне медаље на Летњим олимпијским играма 1976. и 1980. и три медаље на Светским првенствима 1973—1978. Током своје каријере је одиграла сто тридесет и три међународне утакмице и постигла 616 голова, више од било ког играча у совјетском тиму. Била је најбољи стрелац Светског првенства 1975. године. Повукла се из репрезентације 1981. због повреда и исте године је родила ћерку. Касније је играла за локални клуб у Бровари. Априла 1988. је почела да предаје на Факултету за спорт Кијевског националног универзитета Тарас Шевченко, а касније је постала декан.